# Chemical Communications
Chemical Communications (powszechnie znane jako „ChemComm”, popularnie używa się także skrótu „Chem. Commun.”) – recenzowane czasopismo naukowe zawierające artykuły dotyczące badań z chemii. Jak sama nazwa wskazuje, w czasopiśmie tym znajdują się głównie najświeższe wiadomości ze świata chemii w postaci krótkich artykułów. Zawiera także tzw. „Focus Articles” (zwięzłe artykuły o tematyce interdyscyplinarnej) oraz „Feature Articles” (recenzowane artykuły podsumowujące najświeższe dokonania w dziedzinie chemii). Wydawane jest przez Royal Society of Chemistry. Wskaźnik cytowań tego czasopisma wynosił w 2014 r. 6834.
Od 2008 roku redaktorem naczelnym jest dr Sarah Thomas, a przewodniczącym zespołu redakcyjnego jest E. Peter Kündig – profesor chemii organicznej na Uniwersytecie Genewskim.
Czasopismo to cechuje stosunkowo szybki proces wydawniczy. Czas od złożenia artykułu do opublikowania wynosi około 70 dni.
ChemComm skierowane jest zarówno dla uniwersyteckich pracowników naukowych jak i chemików zatrudnionych w przemyśle